# Fragagnano
Fragagnano är en ort och kommun i provinsen Taranto i regionen Apulien i Italien. Kommunen hade 5 232 invånare (2017).